# Малехувко
Малехувко (пол. Malechówko) — село в Польщі, у гміні Малехово Славенського повіту Західнопоморського воєводства.
Населення — 184 особи (2011).
У 1975—1998 роках село належало до Кошалінського воєводства.

## Демографія
Демографічна структура станом на 31 березня 2011 року:
|          | Загалом | Допрацездатний вік | Працездатний вік | Постпрацездатний вік |
| -------- | ------- | ------------------ | ---------------- | -------------------- |
| Чоловіки | 89      | 22                 | 62               | 5                    |
| Жінки    | 95      | 22                 | 52               | 21                   |
| Разом    | 184     | 44                 | 114              | 26                   |